# U-416
U-416 — средняя немецкая подводная лодка типа VIIC времён Второй мировой войны.

## История
Заказ на постройку субмарины был отдан 15 августа 1940 года. Лодка была заложена 11 августа 1941 года на верфи Данцигер Верфт в Данциге под строительным номером 117, спущена на воду 9 мая 1942 года. Лодка вошла в строй 4 ноября 1942 года под командованием оберлейтенанта Кристиана Райха.

### Командиры
- 4 ноября 1942 года — 30 марта 1943 года Кристиан Райх
- 4 октября — 14 ноября 1943 года оберлейтенант цур зее Рудольф Цорн
- 15 ноября 1943 года — 15 мая 1944 года капитан-лейтенант Хайнц Цварн
- 16 мая — 12 декабря 1944 года оберлейтенант цур зее Эберхард Ригер

### История службы
Лодка не совершала боевых походов и в течение всей карьеры использовалась как подлодка для обучения новых экипажей, служила на Балтике. Затонула 30 марта 1943 года в Балтийском море близ Борнхольма в районе с координатами 54°55′ с. ш. 14°45′ в. д., подорвавшись на мине, выставленной 26 августа 1942 советской подлодкой Л-3 (есть также версия, что это была британская магнитная мина, выставленная с самолёта). Количество погибших неизвестно. Поднята 8 апреля 1943 года, восстановлена, с 4 октября 1943 года использовалась как тренировочный корабль.
Затонула 12 декабря 1944 года в Балтийском море к северо-западу от Пиллау, в районе с координатами 54°58′ с. ш. 19°33′ в. д., в результате столкновения с германским тральщиком M-203. 36 человек погибли, 5 членов экипажа спаслись.

### Флотилии
- 4 ноября 1942 года — 30 марта 1943 года — 8-я флотилия (учебная)
- 4 октября 1943 года — 1 июля 1944 года — 23-я флотилия (учебная)
- 1 июля — 12 декабря 1944 года — 21-я флотилия (учебная)